# MiniDisc
Pour l’article homonyme, voir Minidisc (Gescom).
MiniDisc (MD) est le nom donné à un support magnéto-optique d'enregistrement et de reproduction numérique développé en 1986 par Sony et lancé en 1992. Sony a annoncé l'arrêt de la production des lecteurs MiniDisc en 2013. La production par Sony des disques a elle continué jusqu'en 2025.

## Fonctionnement

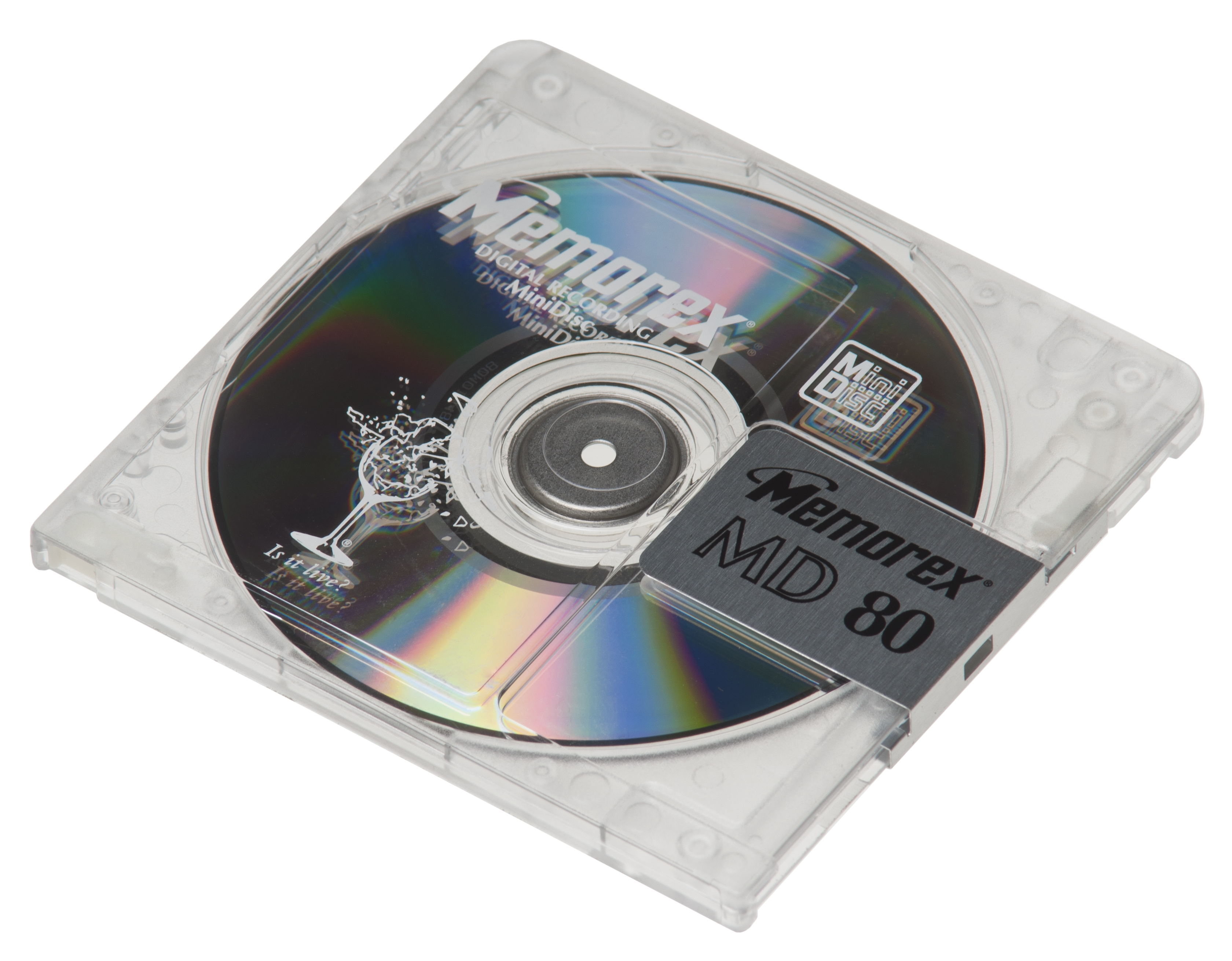
MiniDisc Memorex

Le MiniDisc est une technique magnéto-optique. En lecture, le minidisc fonctionne de manière analogue au lecteur de disque compact à l'aide d'un laser. Pour l'enregistrement, le laser est réglé à une intensité supérieure et chauffe la surface du disque pour atteindre le point de Curie, nécessaire au changement d'aimantation des particules magnétiques du disque, afin d'y inscrire les données désirées par une tête magnétique, couplée à la tête optique. Les données magnétiques sont ainsi assurées en dehors du point de Curie, contrairement aux disquettes. Il existe deux types d'appareils : les enregistreurs et les lecteurs. Sur ces derniers, plus simples, pas de circuit d'enregistrement et donc pas de tête magnétique.
Notons que le cas des disques préenregistrés est particulier, car ils sont pressés comme des disques compacts et ne sont pas magnétiques, pour des facilités et des coûts de production moins élevés ; dans ce cas le bloc optique se charge aussi de la lecture. Enfin, contrairement au disque compact, un codec, appelé ATRAC, décompresse les données stockées instantanément, ce qui permit à Sony d'avoir une avance dans les techniques de compression de données.

## Format et versions
Le disque est inséré à la façon d'une disquette dans un plastique rigide de sept centimètres de côté, ce qui le protège des éraflures et de la poussière. Le Minidisc a connu deux versions différentes, la version normale et la version haute densité. La version normale contient approximativement 145 mégaoctets d'information numérique. Les lecteurs correspondant à cette version permettaient d'enregistrer 80 minutes au maximum (certains 74 ou 60 minutes). Fin 2002, des lecteurs dits Long Play permettaient, grâce au logiciel, d'enregistrer et de lire jusqu'à plus de cinq heures (320 minutes) selon le débit de compression choisi. En 2004, Sony a lancé la commercialisation de minidisques à haute densité, Hi-MD, qui atteignent 1 gigaoctet d'espace de stockage. Ces disques rendent obligatoire l'utilisation d'un lecteur - enregistreur Hi-MD.

## Usages
Avec les premiers modèles, l'enregistrement sur les minidisques se faisait exclusivement via les entrées analogique ou numérique. La compression en format ATRAC permettait d'atteindre 80 minutes en stéréo et le double en mono.
Depuis 2003, les lecteurs se relient également par port USB aux ordinateurs, à condition qu'ils soient munis du logiciel SonicStage, logiciel avec lequel il est possible de transférer directement ses fichiers musicaux, qu'il s'agisse de musique non compressée ou compressée (MP3, ATRAC, WMA). À la différence du MP3 et de l'ATRAC, le format WMA n'est pas lu nativement par le lecteur MD : il subit donc une conversion en ATRAC avant d'être acheminé via SonicStage au MD. Les autres enregistrements, à savoir ceux faits par les entrées numérique (optique), analogique ou du microphone, peuvent être compressés en ATRAC — ce qui permet de stocker jusqu'à 35 heures de son — ou réalisés sans compression (PCM), avant d'être rapatriés sur l'ordinateur soit en format Wav soit tels quels.
L'équipement en lecteur-enregistreur de minidisque s'est également étendu aux chaînes-hifi et aux auto-radios.

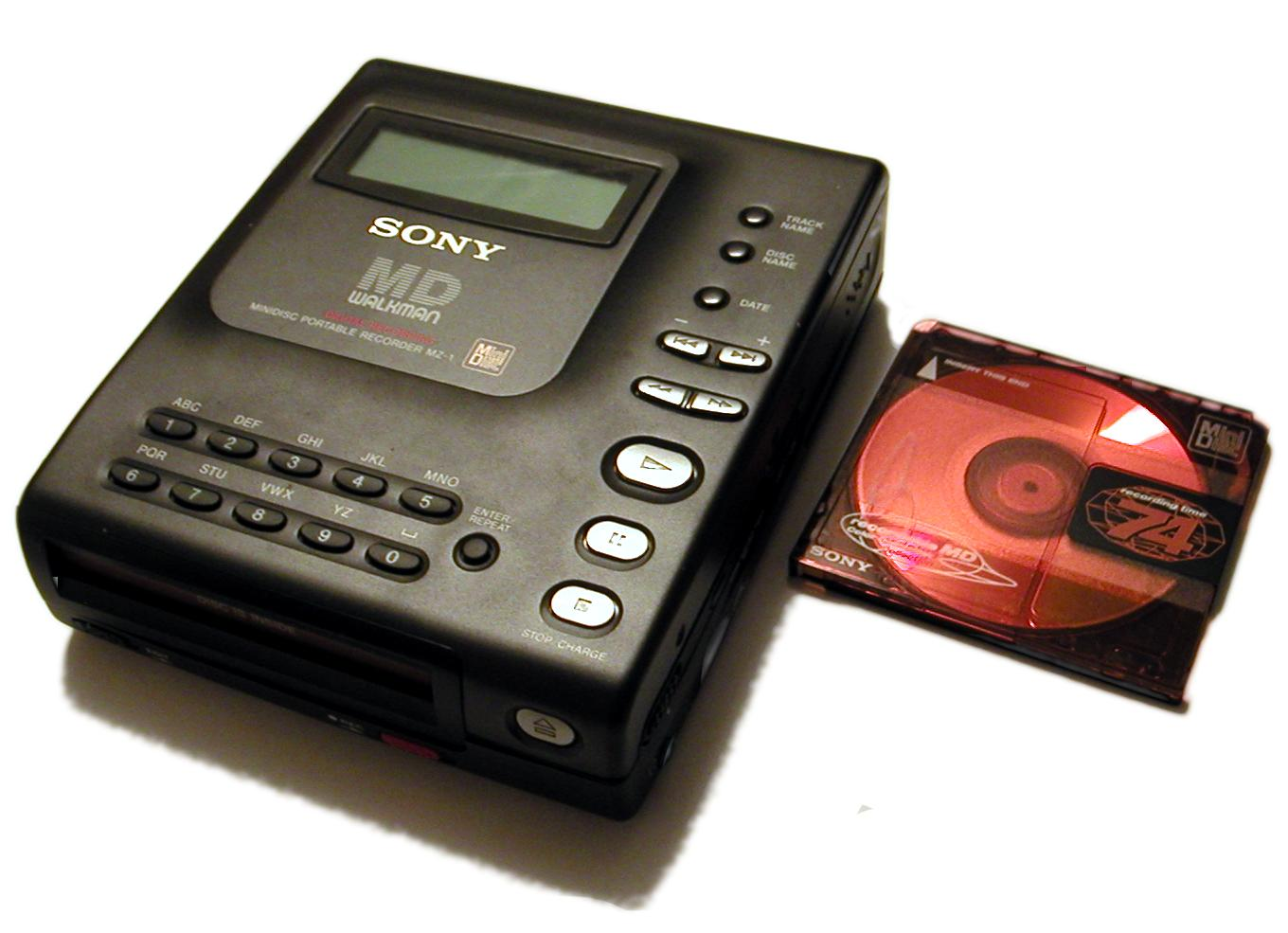
Le lecteur de MiniDisc Sony MZ1, le premier succès sur le marché (1992)
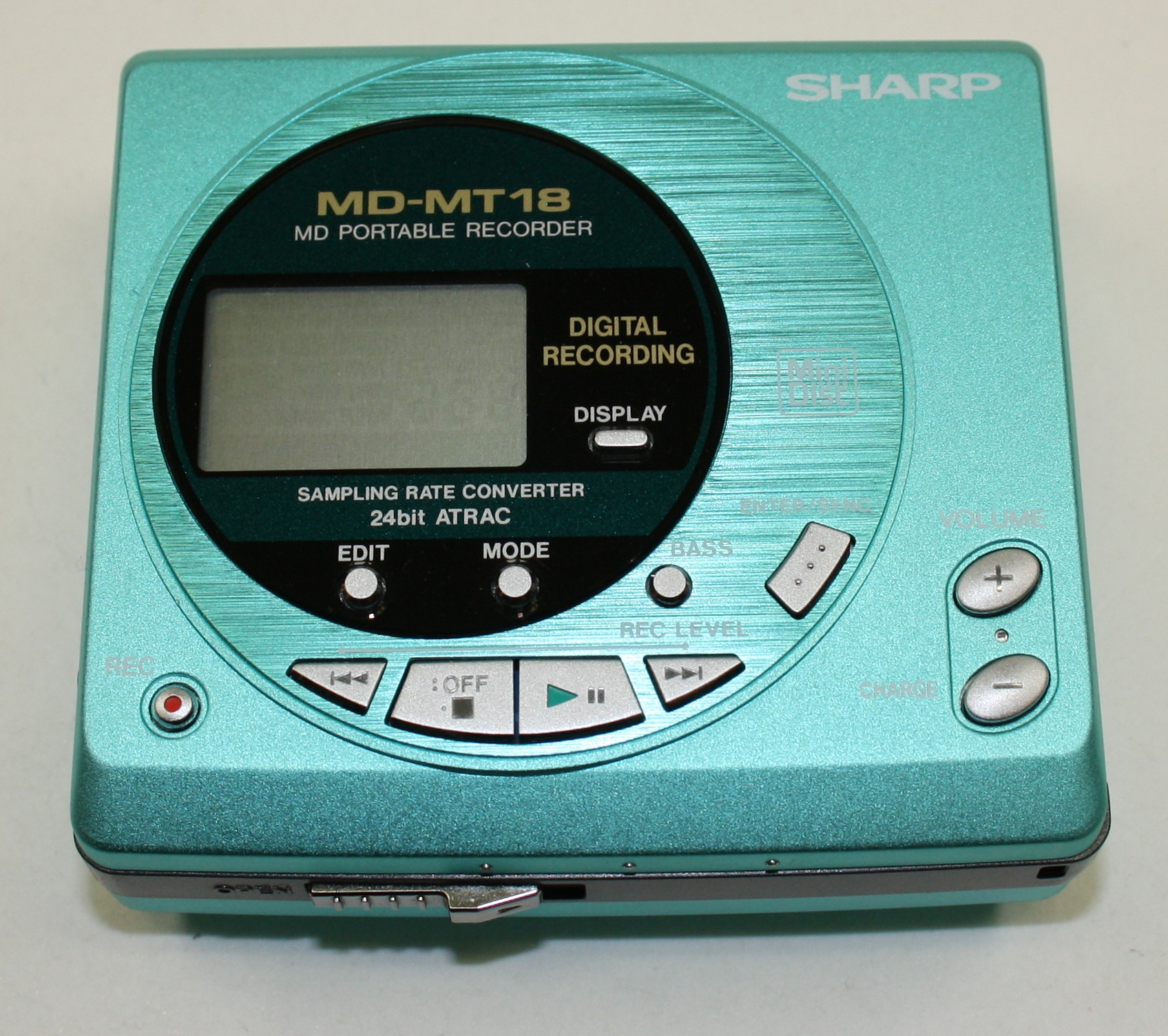
Sharp MD-MT18 MiniDisc-enregistreur
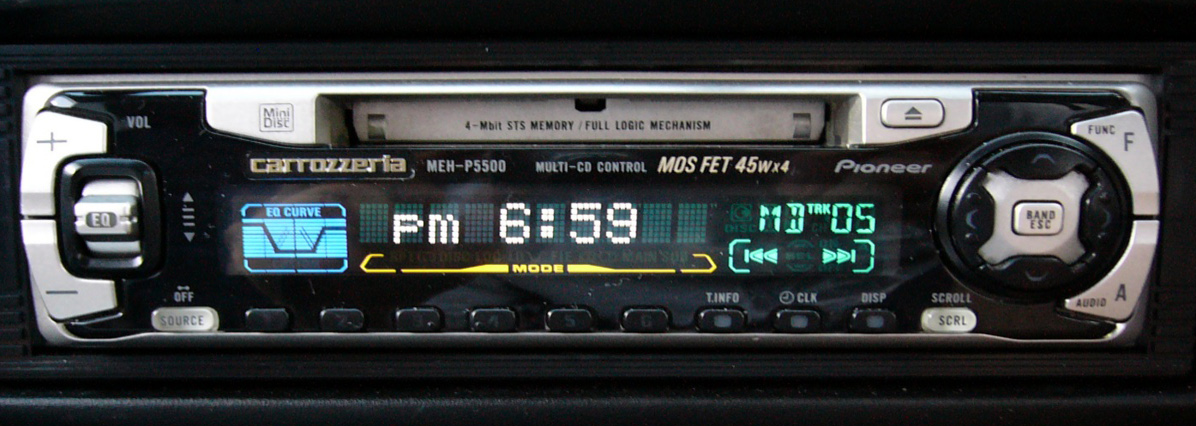
Pioneer Minidisc autoradio
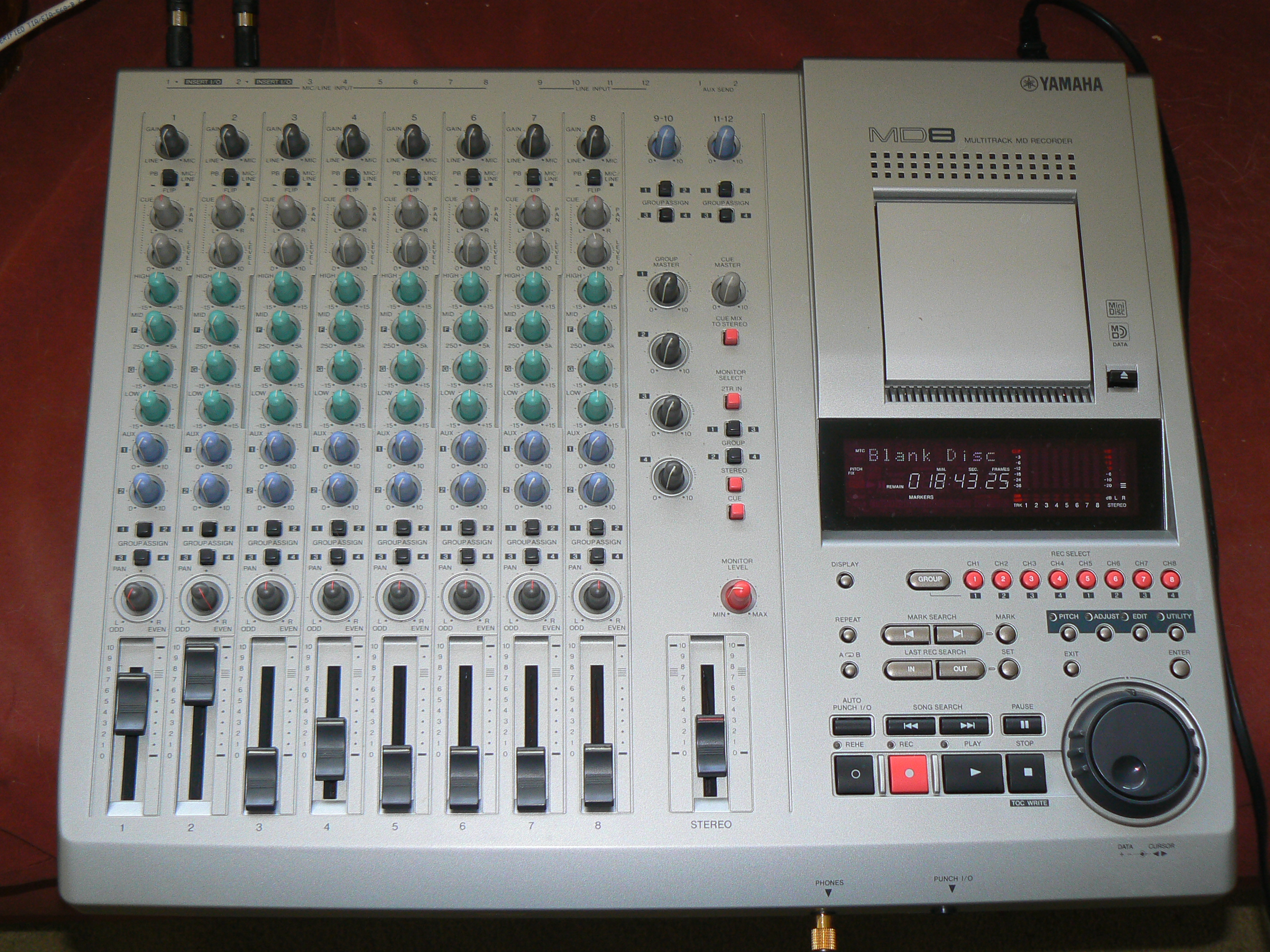
Yamaha MD 8
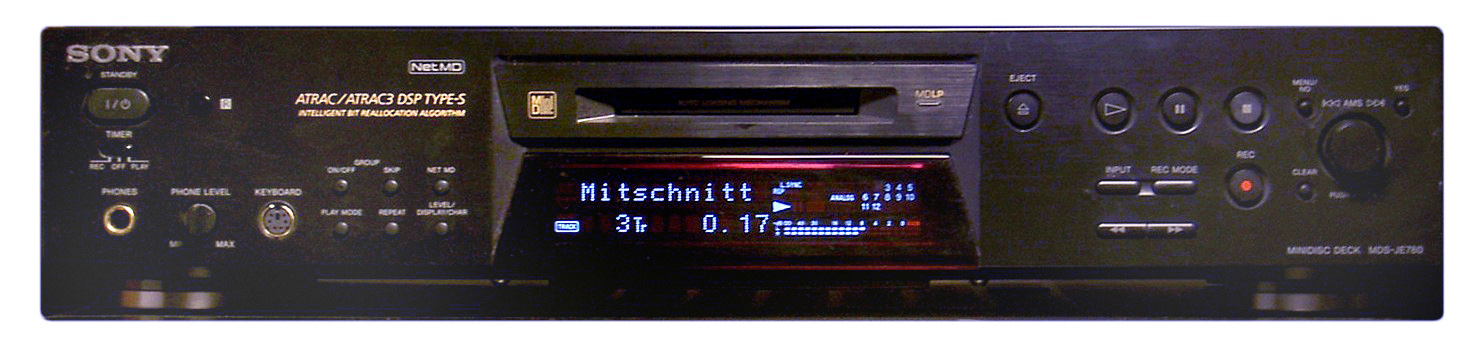
MiniDisc Deck MDS-JE780 (2002–2005)
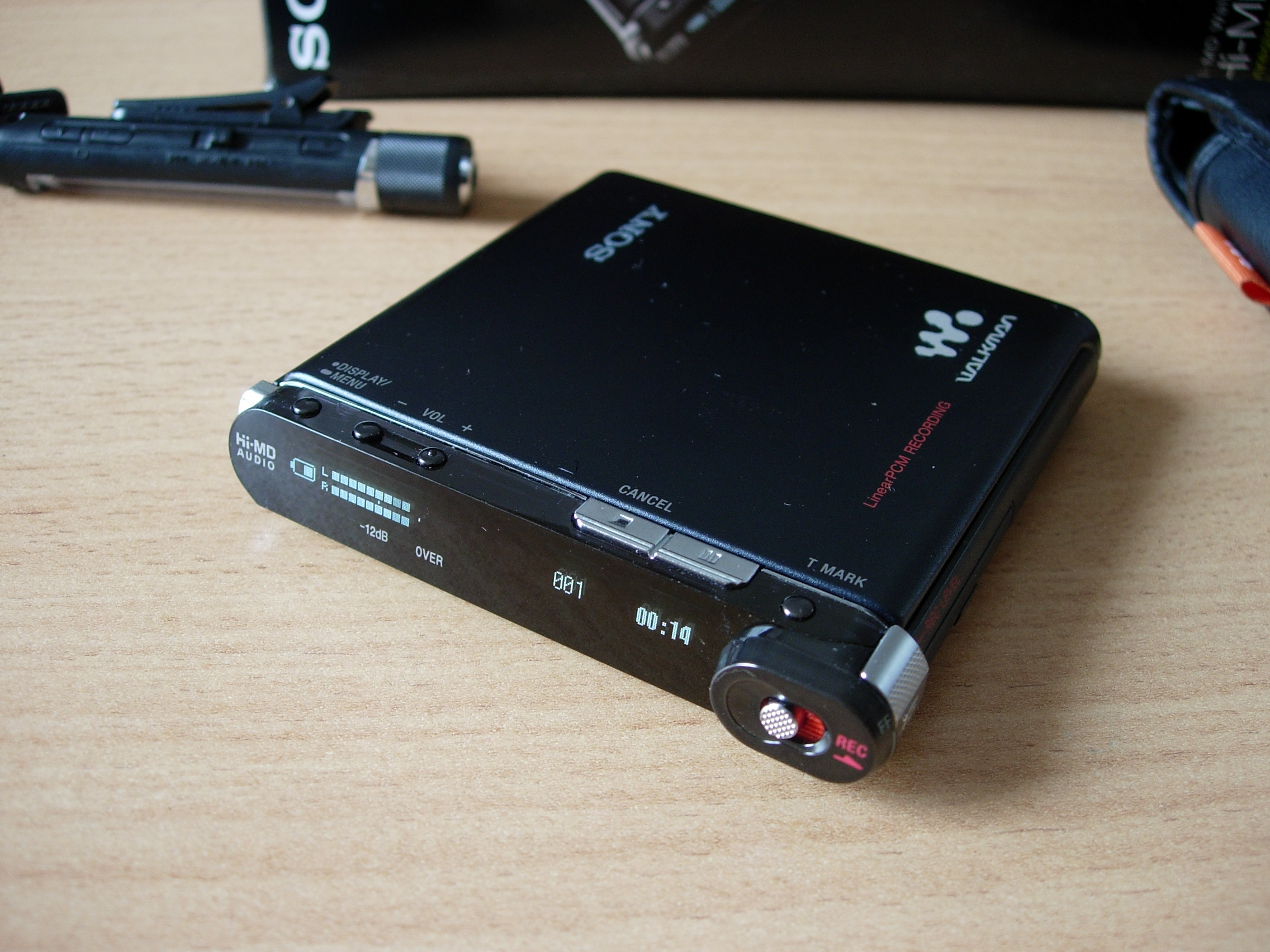
Sony (Hi-)MiniDisc-enregistreur MZ-RH1

Bien que des minidisques pré-enregistrés aient été lancés sur le marché de la musique, l'essentiel des ventes de MD concerne des supports vierges. Les consommateurs ont préféré adopter les minidisques comme un « moyen de transport » pour musique nomade. En outre, la possibilité d'enregistrer sur MD avec un microphone explique que de nombreux utilisateurs réguliers de dictaphones ou de nombreux musiciens amateurs se soient équipés en lecteur-enregistreur de minidisques.

## Succès commercial
Les minidisques ont connu un réel succès au Japon, mais sont restés plus confidentiels en Occident (en raison principalement de leur coût en 1998 et l'apparition des baladeurs musicaux MP3 et enregistreurs à mémoire flash ou disque dur). Dans le haut de gamme, le Hi-MD en 2004 a relancé l'intérêt pour le Minidisc pour finalement tomber dans l'oubli notamment à cause des limitations imposées par le logiciel Sonicstage de Sony. Ce logiciel n'a proposé que trop tard le simple glisser-poser dans un format ouvert comme le MP3, et surtout il limitait le nombre de chargements-téléchargements des fichiers musicaux. En ce qui concerne les enregistrements en direct, qui étaient la fonction d'origine du minidisque, bon nombre de journalistes et musiciens ont abandonné ce format propriétaire de Sony pour des appareils bien plus perfectionnés, petits, pratiques, et meilleur marché aujourd'hui que sont les enregistreurs sur carte SD.
Le 12 juillet 2011, Sony annonce la fin de la production des Walkman MiniDisc.
Le 1er février 2013, Sony annonce l’arrêt des systèmes audio tout en un (microchaines Hi-Fi) MiniDisc au mois de mars 2013. À cette date, Sony France proposait encore 3 modèles de microchaines  à son catalogue : les CMT-EH25, CMT-EH26 et CMT-BX20I.
Le 23 janvier 2025, Sony annonce la fin de la production des disques MiniDiscs et MiniDisc-Data, des cassettes MiniDV ainsi 
que des Blu-ray enregistrables.